# Philipp Jarnach
Philipp Jarnach (Noisy-le-Sec, 26 luglio 1892 – Börnsen, 17 dicembre 1982) è stato un compositore e direttore d'orchestra tedesco di origine spagnola.

## Biografia
È il figlio di uno scultore spagnolo e di una madre fiamminga.
Fino al 1914 visse a Parigi, dove studiò pianoforte con Édouard Risler e armonia sotto la guida di Albert Lavignac al 
Conservatorio di Parigi.
I suoi primi lavori furono pubblicati nel 1912 dall'editore francese Durant & Fils e il giovane compositore ottenne consensi da molti colleghi, tra i quali Ravel e Debussy.
Durante la prima guerra mondiale Jarnach emigrò in Svizzera, dove lavorò dapprima come direttore d'orchestra al Teatro Municipale di Zurigo e successivamente come professore di teoria musicale al Conservatorio Municipale. A Zurigo strinse amicizia con James Joyce con cui condivise un appartamento.
A Zurigo iniziò anche l'amicizia e la cooperazione artistica con Ferruccio Busoni, di cui fu allievo, e per il quale Jarnach completerà l'opera teatrale incompiuta Doktor Faust.
Dal 1921 Jarnach visse a Berlino dove lavorò come compositore, pianista, direttore d'orchestra e critico musicale. Diventò membro di importanti associazioni musicali come il November Gruppe, l'ADMV, l'IGNM e direttore artistico dei Konzerte von Melos.
Nel 1927 divenne insegnante di composizione alla Colonia Music Academy. Tra i suoi studenti si annoverarono Kurt Weill, Jürg Baur, Bernd Alois Zimmermann e Nikolaos Skalkottas.
Nel 1931 acquisì la nazionalità tedesca. Durante il regime nazista (1933-1945) Jarnach fu privato di tutti i suoi incarichi e le sue opere sparirono dai programmi dei concerti.
Dopo la seconda guerra mondiale Jarnach partecipò alla riorganizzazione musicale in Germania, e nel 1949 fondò la Accademia Musicale amburghese, che diresse lui stesso negli anni seguenti.
Tra il 1960 e il 1963 fu professore del compositore peruviano Pozzi Escot (1933). 
Durante la sua carriera ricevette numerosi premi e riconoscimenti: nel 1954 vinse il Premio Bach, nel 1955 fu nominato membro dell’Academy of Arts (Berlino) e vinse l’Art Prize (Berlin). Nel 1958 ottenne la Medaglia di Brahms e nel 1959 fu insignito della Gran Croce del merito della Repubblica Federale di Germania.
Compose una Sinfonia brevis, preludi per orchestra, quartetti e quintetti, musica per violino e piano, e lavori vocali.
Il figlio di Jarnach, Franz (1943-2017) fu un pianista e un attore, così come sua nipote Lucy Jarnach (1987).

## Opere principali

### Opere drammatiche
- Präludium, Gebet und Heiliger Tanz aus „Das Wandbild“ (op.11), libretto di Ferruccio Busoni;

### Opere vocali
- Drei frühe Lieder, testi di Albert Samain, S.Noisemont;

1) Ville morte (Samain) – 2) Arpège (Samain) – 3) La Forêt Antique (Noisemont);
- Die zwei Gesellen, (1915), testo di Joseph Freiherr von Eichendorff;
- Sieben Rappen, (1915), testo di Frank Wedekind;
- Vier Lieder, (op.7), (1922) per voce e orchestra, testi di Börries Freiherr von Münchhausen, Friedrich Hölderlin, Gustav Falke;

1) Lebensweg (Münchhausen) – 2) An eine Rose (Hölderlin) – 3) Jasmin (Münchhausen) – 4) Das mitleidige Mädel (Falke);
- Fünf Gesänge, (op.15), per voce e pianoforte, testi Rainer Maria Rilke, Heinrich Heine;

1) Lied vom Meer (Rilke) – 2) Aus Des Knaben Wunderhorn – 3) Rückkehr (George) – 4) Der wunde Ritter (Heine) – 5) Aus einer Sturmnacht (Rilke);
- Zwei Lieder des Narren, (op.24), per voce e orchestra, testi di William Shakespeare;
- Ballade vom Kämpen, (1934), testo di Joseph von Eichendorff;
- Sechs Volkslieder, (op.29), (1937), per voce e orchestra;

### Opere orchestrali
- Prometheus, Vorspiel;
- Winterbilder, (1915), suite;
- Das leise Lied, (1915);
- Ballade, (1916);
- Prolog zu einem Ritterspiel, (1917);
- Sinfonia brevis, (op.14), per grande orchestra;
- Morgenklangspiel. Romancero II, (op.19), (1925), per grande orchestra;
- Vorspiel I, (op.22), (1930), per grande orchestra;
- Concertino e minore ,(op.31), (1935), per 2 violini, violoncello e orchestra d'archi;
- Musik zum Gedächtnis der Einsamen, (1952), per quartetto d'archi o orchestra d'archi;

### Musiche per pianoforte, organo e musica da camera
- Ballade, (1911), per violino e pianoforte;
- Sonate, (op.8), (1913), per violino;
- Sonate E-Dur, (op.9), (1913), per violino e pianoforte;
- Streichquartett, (1916);
- Streichquintett, (op.10), (1918);
- Sonatine, (1918), per violoncello e pianoforte;
- Sonatine, (op.12), (1919), per flauto e pianoforte;
- Sonate, (op.13), (1922), per violino;
- Streichquartett, (op.16), (1923);
- Drei Klavierstücke, (op.17), (1924);
- Romancero I, (op.18), (1925), per pianoforte;
- Drei Rhapsodien, (op.20), (1927), duetti da camera per violino e pianoforte;
- Romancero III, (op.21), (1928), per organo;
- Klaviersonate Nr. 1, (1925);
- Amrumer Tagebuch, (op.30), (1942), per pianoforte;
- Drei Klavierstücke, (op.32), (1948);
- Sonatine über eine alte Volksweise,  (op.33), (1945), per pianoforte;
- Klaviersonate Nr. 2, (1952);
- Kavatine, (1960), per clarinetto e pianoforte.